# ヴィム・ヨンク
ヴィルヘルムス・"ヴィム"・マリア・ヨンク（Wilhelms "Wim" Maria Jonk, 1966年10月12日 - ）は、オランダ、北ホラント州エダム＝フォレンダム出身の元同国代表サッカー選手でありサッカー指導者。現役時代のポジションはMFであった。

## クラブ経歴
FCフォレンダムでデビューし、アヤックスへと移籍、1989-90シーズンにはリーグ制覇を果たした。1991-92シーズンにはUEFAカップ決勝、トリノとの第1戦でゴールを決めるなど、優勝を果たした。
1993-94シーズンからインテル・ミラノへ代表とアヤックスのチームメートであったベルカンプと共に移籍した。この移籍は、純粋に選手としてインテルがヨンクを欲っしたというよりも、ベルカンプの成功の助けになる存在としての意味合いが強いものであった。リーグ開幕戦のレッジャーナではミドルシュートで移籍後初ゴールを決め、更にスキラッチのゴールをアシストするデビューを果たした。同シーズンのUEFAカップでは準々決勝のドルトムントとの第1戦で2ゴールを、準決勝のカリアリ戦の第2戦で1ゴール、決勝のザルツブルク戦の第2戦で決勝ゴールを決めるなど、チームの中心選手として優勝の原動力となった。1994-95シーズン、27節のミラノダービーでは1得点を挙げた。来期からポール・インスの加入が決まってこともあり、同シーズン限りでインテルから放出された。在籍中、ミランのオランダトリオと常に比較され、過度なプレッシャーがかかっていた。
1995-96シーズン、PSVアイントホーフェンに移籍、そのシーズンにはKNVBカップを制し、翌シーズンにはリーグ優勝を果たした。1998-99シーズンから加入したシェフィールド・ウェンズデイFCで主要メンバーとして活躍していたが、度重なる怪我のため、2001年に34歳で引退した。

## 代表経歴
代表チームには1992年5月27日のオーストリアとの親善試合でデビューし、UEFA EUROに出場したが、グループリーグのスコットランド戦に出場したのみに終わった。
1994年ワールドカップヨーロッパ予選グループ2ではリンクマンとして中央からパスを配球しゲームをコントロールした。1994 FIFAワールドカップではグループリーグ初戦のサウジアラビア戦、決勝トーナメント1回戦のアイルランドとの対戦でそれぞれミドルシュートによる得点を決めたが、準々決勝でブラジルに2-3で敗れた。1998 FIFAワールドカップでも6試合でプレー、グループリーグの韓国戦では2アシストを記録、チームは準決勝まで進出したが、またしてもブラジルに敗れ、3位決定戦ではクロアチアに敗れた。

## 指導者経歴
2019年4月13日、自身が育ちプロデビューを果たしたFCフォレンダムの監督に就任することが決まった。2023年6月16日、約4シーズン指揮したフォレンダムの監督を退任し、同クラブのテクニカル・ディレクターへ就くことが決定した。

## 代表歴

### 出場大会
- オランダ代表
  - UEFA EURO '92 (ベスト4)
  - 1994 FIFAワールドカップ (ベスト8)
  - 1998 FIFAワールドカップ(ベスト4)

### 試合数
- 国際Aマッチ 49試合 11得点（1992年-1999年）[7]

| オランダ代表 | 国際Aマッチ | 国際Aマッチ |
| 年           | 出場        | 得点        |
| ------------ | ----------- | ----------- |
| 1992         | 6           | 1           |
| 1993         | 3           | 2           |
| 1994         | 15          | 4           |
| 1995         | 5           | 1           |
| 1996         | 4           | 2           |
| 1997         | 6           | 0           |
| 1998         | 9           | 1           |
| 1999         | 1           | 0           |
| 通算         | 49          | 11          |